# Australian Defence Satellite Communications Station
Koordinaten: 28° 41′ 42″ S, 114° 50′ 32″ O
Die Australian Defence Satellite Communications Station (ADSCS), oder auch Kojarena Station genannt, ist eine SIGINT-Einrichtung der Australischen Streitkräfte. Sie befindet sich bei Kojarena, 30 km östlich von Geraldton, Western Australia. Sie ist Teil des Netzwerks ECHELON. Überwacht werden Kommunikationen, die über Satelliten erfolgen.
Laut dem britischen Enthüllungsjournalisten und Überwachungsexperten Duncan Campbell gehöre zu den Topzielen der Station „japanische diplomatische und kommerzielle Nachrichten, alle Art von Nachrichten aus und nach Nordkorea sowie Informationen über indische und pakistanische Nuklearwaffenentwicklungen.“
Im Jahr 2001 hat das Europäische Parlament festgestellt, dass das Echelon Netzwerk, zu der auch die Station Geraldton (ADSCS) gehört, zum Abhören von privater und kommerzieller Kommunikation genutzt wird.
Der Sydney Morning Herald benannte Geraldton/Kojarena als eine von vier Überwachungseinrichtungen in Australien neben Pine Gap, Shoal Bay und HMAS Harman, welche die Software XKeyscore benutzen, um Daten für die NSA zu sammeln.
2019 wurde bekannt gegeben, dass Kojarena Teil eines Programms für eine Kommunikationsplattform der US Navy im Pazifik ist. Das Programm mit einem Budget von 79,8 Millionen USD wird von BAE Systems umgesetzt. Die Hauptstation des Systems für die Pazifikflotte befindet sich auf Hawaii.